# Colpodium nutans
Colpodium nutans là một loài thực vật có hoa trong họ Hòa thảo. Loài này được (Stapf) Bor mô tả khoa học đầu tiên năm 1970.